# Serbischer Fußballpokal 2024/25
Der Serbische Fußballpokal 2024/25 (auch Kup Srbije) war die 19. Austragung des serbischen Pokalwettbewerbs. Er wurde vom Serbischen Fußball-Bund (FSS) ausgetragen. Sieger wurde Titelverteidiger Roter Stern Belgrad.

## Modus
Alle Begegnungen wurden in einem Spiel ausgetragen. Endete ein Spiel nach 90 Minuten unentschieden, kam es direkt zum Elfmeterschießen. Bis zum Viertelfinale wurden die Mannschaften in zwei Töpfe platziert, so dass jedes gesetzte Team gegen ein ungesetztes antrat.

## Teilnehmer
| SuperLiga 2023/24 (16) | SuperLiga 2023/24 (16) | Prva Liga 2023/24 (16) | Prva Liga 2023/24 (16) | Regionale Pokalsieger (5)                                                |
| --- | --- | --- | --- | ------------------------------------------------------------------------ |
| - FK Čukarički - FK Javor Ivanjica - FK IMT Belgrad - FK Mladost Lučani - FK Napredak Kruševac - FK Novi Pazar - Partizan Belgrad - FK Radnik Surdulica | - FK Radnički 1923 Kragujevac - FK Radnički Niš - Roter Stern Belgrad - FK Spartak Subotica - Vojvodina Novi Sad - FK Voždovac - TSC Bačka Topola - FK Železničar Pančevo | - OFK Belgrad - FK Grafičar Belgrad - GFK Dubočica - FK Inđija - FK Jedinstvo Ub - FK Kolubara - FK Mačva Šabac - FK Metalac | - FK Mladost Novi Sad - RFK Novi Sad 1921 - FK Radnički Belgrad - FK Radnički Sremska Mitrovica - FK Sloboda Užice - FK Smederevo - FK Tekstilac Odžaci - OFK Vršac | - FK Hajduk Divoš - FK FAP Priboj - FK Pusta Reka - FK Trepča - FK Zemun |

## Vorrunde
In dieser Runde trafen die fünf Sieger des Regionalpokals und die fünf schlechtplatziertesten Teams der Prva Liga 2023/24 aufeinander.
|                     | Ergebnis        |                     |
| ------------------- | --------------- | ------------------- |
| 11. September 2024  |                 |                     |
| FK Pusta Reka       | 1:1 (3:5 i. E.) | FK Trepča           |
| FK Hajduk Divoš     | 2:3             | RFK Novi Sad 1921   |
| FK FAP Priboj       | 2:1             | FK Metalac          |
| FK Zemun            | 3:1             | FK Kolubara         |
| FK Mladost Novi Sad | 1:0             | FK Radnički Belgrad |

## 1. Runde
Die Auslosung fand am 17. Oktober 2024 statt. Den fünf Siegern der Vorrunde und die besten elf Vereine der Prva Liga 2023/24 wurde jeweils eine Mannschaft der SuperLiga 2023/24 zugelost.
|                               | Ergebnis        |                             |
| ----------------------------- | --------------- | --------------------------- |
| 30. Oktober 2024              |                 |                             |
| GFK Dubočica                  | 0:2             | FK Mladost Lučani           |
| OFK Vršac                     | 1:1 (3:5 i. E.) | TSC Bačka Topola            |
| RFK Novi Sad 1921             | 1:2             | FK Spartak Subotica         |
| FK Trepča                     | 0:6             | FK Radnički Niš             |
| FK Radnički Sremska Mitrovica | 0:1             | Vojvodina Novi Sad          |
| FK Grafičar Belgrad           | 2:1             | FK Železničar Pančevo       |
| FK Zemun                      | 1:2             | FK Javor Ivanjica           |
| FK FAP Priboj                 | 2:3             | FK Radnik Surdulica         |
| FK Inđija                     | 0:1             | FK Radnički 1923 Kragujevac |
| FK Smederevo                  | 1:3             | FK Novi Pazar               |
| OFK Belgrad                   | 2:2 (4:3 i. E.) | FK Voždovac                 |
| FK Jedinstvo Ub               | 0:1             | FK Čukarički                |
| FK Sloboda Užice              | 2:2 (1:3 i. E.) | FK Napredak Kruševac        |
| FK Tekstilac Odžaci           | 0:7             | Roter Stern Belgrad         |
| 31. Oktober 2024              |                 |                             |
| FK Mačva Šabac                | 0:1             | FK IMT Belgrad              |
| FK Mladost Novi Sad           | 0:3             | Partizan Belgrad            |

## Achtelfinale
|                      | Ergebnis        |                             |
| -------------------- | --------------- | --------------------------- |
| 4. Dezember 2024     |                 |                             |
| FK Mladost Lučani    | 1:2             | FK IMT Belgrad              |
| FK Novi Pazar        | 2:0             | FK Radnički 1923 Kragujevac |
| Vojvodina Novi Sad   | 3:1             | FK Grafičar Belgrad         |
| FK Napredak Kruševac | 0:0 (5:4 i. E.) | FK Javor Ivanjica           |
| 12. März 2025        |                 |                             |
| FK Čukarički         | 0:2             | FK Radnički Niš             |
| FK Radnik Surdulica  | 0:3             | Partizan Belgrad            |
| TSC Bačka Topola     | 2:1             | FK Spartak Subotica         |
| 26. März 2025        |                 |                             |
| Roter Stern Belgrad  | 5:3             | OFK Belgrad                 |

## Viertelfinale
|                      | Ergebnis         |                    |
| -------------------- | ---------------- | ------------------ |
| 2. April 2025        |                  |                    |
| FK Radnički Niš      | 0:1              | Vojvodina Novi Sad |
| FK Napredak Kruševac | 2:1              | FK IMT Belgrad     |
| Partizan Belgrad     | 0:0 (9:10 i. E.) | TSC Bačka Topola   |
| Roter Stern Belgrad  | 2:1              | FK Novi Pazar      |

## Halbfinale
|                     | Ergebnis |                      |
| ------------------- | -------- | -------------------- |
| 7. Mai 2025         |          |                      |
| Vojvodina Novi Sad  | 2:0      | TSC Bačka Topola     |
| Roter Stern Belgrad | 4:2      | FK Napredak Kruševac |

## Finale
| Paarung             | Vojvodina Novi Sad – Roter Stern Belgrad |
| Ergebnis            | 0:3 (0:1) |
| Datum               | 21. Mai 2025 um 18:00 Uhr |
| Stadion             | Stadion Kraljevica, Zaječar |
| Zuschauer           | 7.000 |
| Schiedsrichter      | Pavle Ilić |
| Tore                | 0:1 Bruno Duarte (22.), 0:2 Felício Milson (90.+5'), 0:3 Aleksandar Katai (90.+12') |
| Vojvodina Novi Sad  | Dragan Rosić – Mihai Butean, Seid Korac, Collins Sichenje, Lucas Barros (86. Lazar Nikolić) – Slobodan Medojević, Njegoš Petrović, Vukan Savićević (46. Dragan Kokanović) – Uroš Nikolić (46. Marko Veličković), Lazar Romanić (77. Depú), Bamidele Isa Yusuf (86. Aleksa Vukanović) Cheftrainer: Miroslav Tanjga |
| Roter Stern Belgrad | Omri Glazer – Seol Young-woo, Veljko Milosavljević, Andrej Đurić, Ebenezer Annan (58. Milan Rodić) – Rade Krunić, Timi Max Elšnik – Andrija Maksimović (69. Aleksandar Katai), Mirko Ivanić (90.+9' Guélor Kanga), Bruno Duarte (69. Felício Milson) – Cherif Ndiaye Cheftrainer: Vladan Milojević                |
| Gelbe Karten        | Dragan Kokanović (50.), Collins Sichenje (53.), Lucas Barros (76.), Njegoš Petrović (83.) – Veljko Milosavljević (16.) |
| Platzverweise       | Collins Sichenje (90.+11') – keine |